# 萧甲
萧甲（？—2012年8月24日），男，中国戏剧导演，曾任铁路文工团副团长，北京京剧团副团长、文化部艺术局剧目组副组长，中国戏剧家协会常务理事。